# Nils Carlshamre
Nils Oskar Gerhard Carlshamre, född 28 april 1921 i Uddevalla, död 7 april 2005 i Kungälvs församling, Kungälv, var en svensk lektor, journalist, bland annat på Göteborgs Handels- och Sjöfartstidning och Bohusläningen, och moderat riksdagspolitiker.
Nils Carlshamre föddes i Uddevalla, men levde större delen av sitt vuxna liv i Kungälv. Han tillhörde andra kammaren 1965-1970 och blev invald i den nya enkammarriksdagen vid valet hösten 1970, där han satt till 1988. Under sin verksamhet i riksdagen sysslade han främst med sociala frågor, och var känd för sin relativt sett vänsterbetonade position inom sitt parti, samt för sin förmåga som talare. Efter sin pensionering var han under ett antal år förbundsordförande för Sveriges Pensionärsförbund (SPF).
Han var far till filosofen Staffan Carlshamre.